# مارکو برانکا
مارکو برانکا (انگلیسی: Marco Branca؛ زادهٔ ۶ ژانویهٔ ۱۹۶۵) بازیکن فوتبال اهل ایتالیا است.
از باشگاه‌هایی که در آن بازی کرده‌است می‌توان به باشگاه فوتبال اینتر میلان، باشگاه فوتبال فیورنتینا، باشگاه فوتبال پارما، باشگاه فوتبال آ.اس. رم، باشگاه فوتبال اودینزه، باشگاه فوتبال کالیاری، باشگاه فوتبال مونتسا، باشگاه فوتبال سمپدوریا، باشگاه فوتبال لوتسرن، و باشگاه فوتبال میدلزبرو اشاره کرد.
وی همچنین در تیم ملی فوتبال ایتالیا بازی کرده‌است.